# 热敏印刷
热敏印刷是一种數碼印刷工藝，当纸张经过热敏打印头时，热敏打印头會加热帶有涂层的感熱紙，但不是加熱感熱紙上所有區域，加熱區域與所要打印出來的文字和圖像一致。涂层在被加热後會变成黑色，而這些黑色形狀就是所要打印出的文字和圖像。热敏印刷可以完全不需要墨粉。  

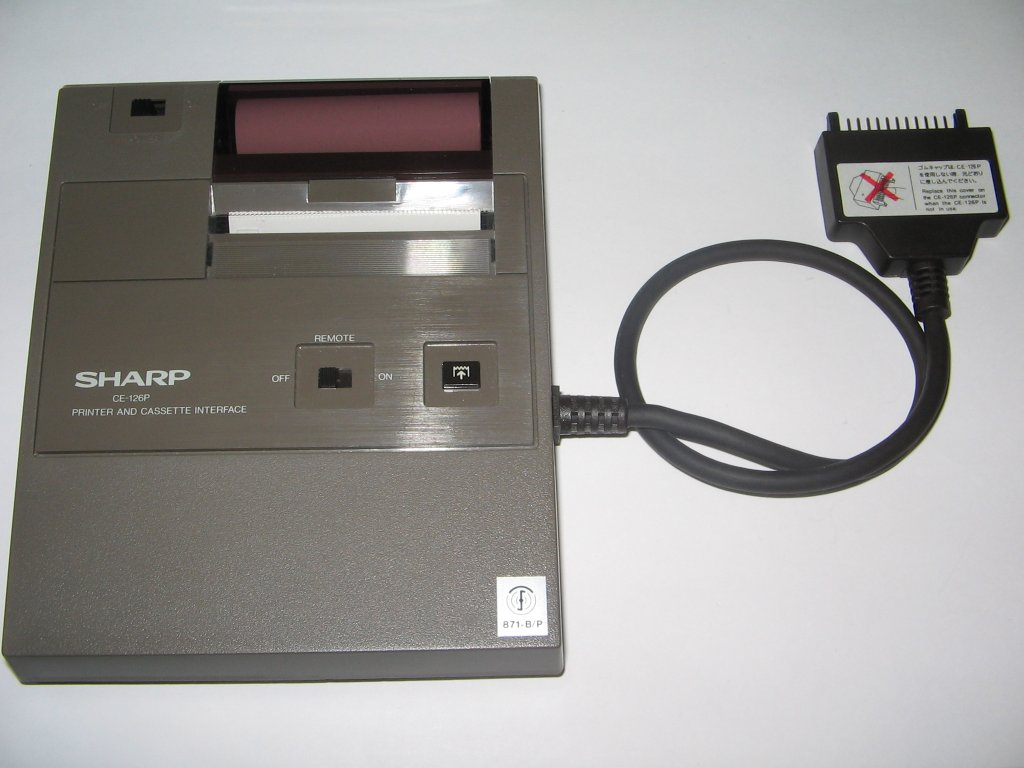
热敏打印机